# تیکو تالسانیا
تیکو تالسانیا (انگلیسی: Tiku Talsania؛ زادهٔ ۷ ژوئن ۱۹۵۴) هنرپیشه اهل کشور هند است. وی در فیلم‌ها اغلب نقش‌های فرعی را ایفا می‌کند و تاکنون در حدود ۲۰۰ فیلم سینمایی و سریال بازی کرده‌است.
از فیلم‌ها یا برنامه‌های تلویزیونی که وی در آن نقش داشته‌است می‌توان به دوداس اشاره کرد.

## فیلم‌شناسی
فهرست برخی از فیلم‌هایی که تیکو تالسانیا در آنها به ایفای نقش پرداخته‌است:
- دوداس
- عشق
- قلب نمی‌فهمد
- دوقلوها
- برادر من
- آرام آرام
- هر کسی سبک خود را دارد
- عاشق شدی نترس
- یک پسر یک دختر
- کلک در کلک
- شوهر
- افلاطون
- روزی روزگاری در بمبئی دوباره!
- آتش
- نامشروع
- نفرت
- همشکل
- یک به‌علاوه یک میشه یازده
- جودی شماره ۱
- نیرومند
- عشق اتفاق می‌افتد
- عشق و نفرت
- بیایید عاشق شویم
- قهرمان شماره ۱
- راوانا
- قدرت
- جادوی تو
- دیوانگی
- رأی‌دهنده
- آقای بزرگ آقای کوچک
- به خاطر شما
- پادشاه
- گل
- موسیقی
- جوانی دیوانگی
- میان‌بر
- پسربچه
- دلم دیوانه تو
- بی‌خانمان خارجی
- آقای بیچاره
- سلسله عشق
- شلیک با چشم
- درآمد هست آنه مخارج یک روپیه
- دل دوباره به یاد آورد
- طبل
- ترانه رادا
- استاد در بین همه استادان
- جان جیگر
- کتاب مقدس رام
- ایده
- همه ما دزد هستیم
- بوسه بوسه قسمت
- سلطان
- زلزله
- عروسی پنجابی پاتل
- ترک
- عشق اول
- آقای عاشق
- تحویل در منزل
- تادیپار
- در زدن
- هنگامه
- هنگامه ۲
- مرد خوش‌شانس
- تفکر
- لاو کوش
- رنگ
- بیا، آرزو کن
- تکبر
- اصلی و بدلی